# All In (2018)
All In (estilizado como ALL IN) foi um evento de luta livre profissional produzido pelo Cody Rhodes e The Young Bucks, realizado em 1 de setembro de 2018, no Sears Centre, na região metropolitana de Chicago em Hoffman Estates, Illinois. O evento deu em tomadas PPV no Fite TV, serviço de streaming da ROH Honor Club e mais tarde ficou disponível em demanda no serviço de streaming NJPW World. O evento incluiu "Hora Zero", uma hora antes do show começar na WGN America. O evento embora produzido de forma independente, contou com lutadores de Ring of Honor (ROH), Total Nonstop Action Wrestling (TNA), Consejo Mundial de Lucha Libre, New Japan Pro-Wrestling, Asistencia Asesoría y Administración (AAA) e da National Wrestling Alliance (NWA).
O evento teve onze lutas sendo duas no pré-show. O cartel principal do show foi uma luta de trios que viu os The Golden Elite (Matt Jackson, Nick Jackson e Kota Ibushi derrotar o Rey Mysterio, Rey Fénix e Bandido. Na penúltima luta se viu Kazuchika Okada derrotar Marty Scurll. No meio do cartel se viu Cody derrotar Nick Aldis para ganhar o NWA Worlds Heavyweight Championship e Jay Lethal defendeu com sucesso o seu ROH World Championship contra Flip Gordon, e Campeão dos Pesos-Pesados de IWGP Kenny Omega derrotou Penta El Zero.
O evento é notável por ser o primeiro evento de luta profissional sem ser promovido pela WWE e WCW nos Estados Unidos a vender 10.000 bilhetes desde 1993.

## Produção
Em maio de 2017, um fã perguntou ao jornalista Wrestling Observer Newsletter, Dave Meltzer no Twitter, se a Ring of Honor (ROH) conseguia vender 10.000 bilhetes e Meltzer respondeu "não tão cedo". Cody Rhodes levou a observação de Meltzer como um desafio e respondeu "Eu aceito essa aposta, Dave". Eventualmente, a ideia evoluiu de um show da ROH para um evento autofinanciado, promovido por Cody e The Young Bucks. Mais tarde, foi anunciado que o ator Stephen Amell e o membro de Bullet Club Kenny Omega iriam participando no evento.

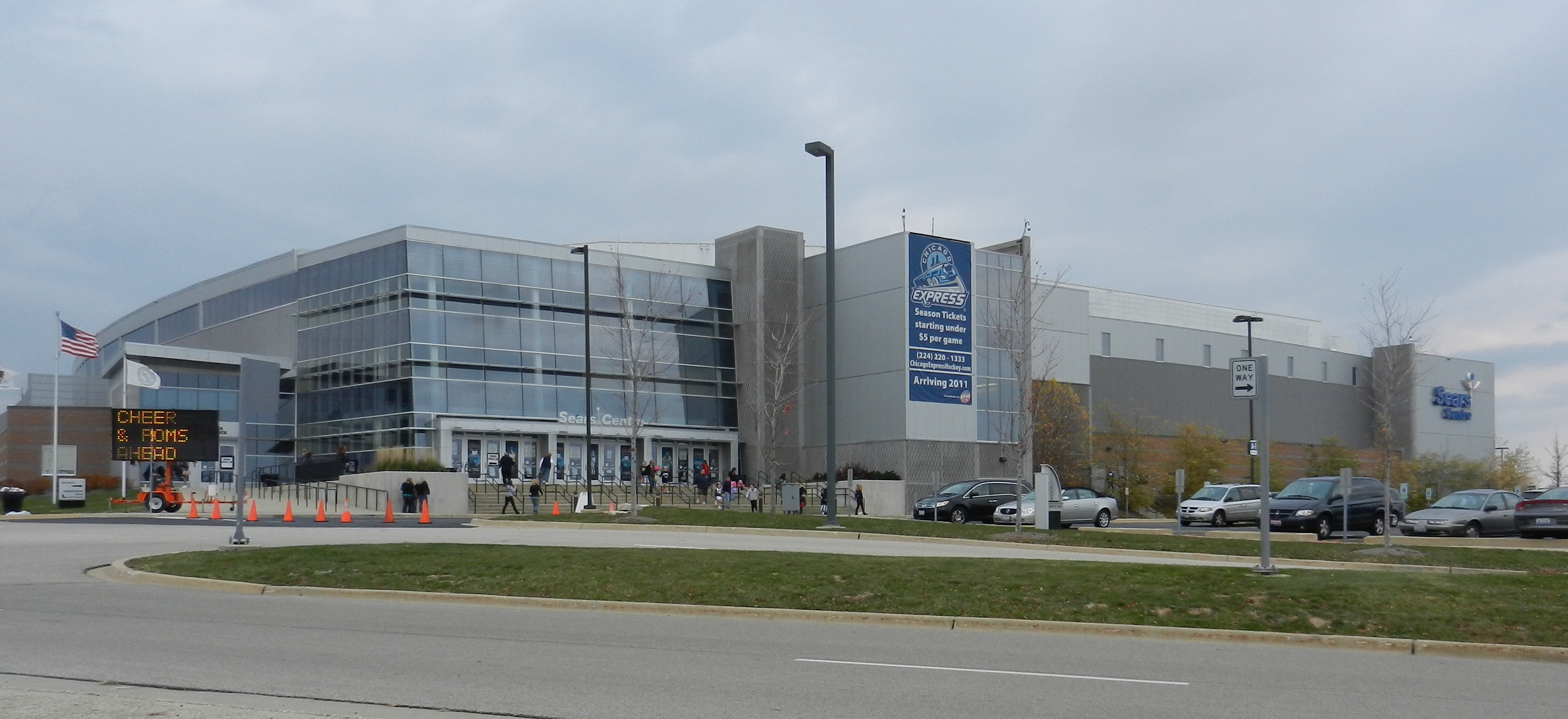
Sears Center onde vai ser o All In.

No dia 31 de dezembro de 2017, durante o episodio 86 de Being The Elite, foi revelado que Rhodes e The Young Bucks estavam procurando lugares diferentes para fazer o evento. Mais tarde, Pro Wrestling Insider Ele relatou que o evento seria realizado em Chicago. Em 10 de janeiro de 2018, foi anunciado que a data do evento estava marcada para 1 de setembro, embora nenhum lugar tenha sido anunciado. Em 1 de março, Cody e The Young Bucks eles anunciaram que o lugar ia ser revelado no próximo episódio do Being The Elite. Durante o episódio 95 do "Being The Elite", o lugar de "All In" foi revelado no Sears Center, localizado na região metropolitana de Chicago em Hoffman Estates, Illinois. Foi anunciado que os bilhetes estariam à venda em 13 de maio. Também foi anunciado que Penta el Zero M, Rey Fénix, Kazuchika Okada, Deonna Purrazzo e Tessa Blanchard iriam fazer parte do evento. Cody e The Young Bucks mais tarde confirmaram que Joey Janela, Britt Baker, Jay Lethal, Penelope Ford, Chelsea Green, Marty Scurll e Adam Page tambem iriam fazer parte do evento. Além disso, foi anunciado que coincidiria com o evento, Conrad Thompson que iria celebraría "Starrcast", uma convenção de fãs que contará com inúmeros lutadores, personalidades de wrestling e personalidades de podcasts, incluindo CM Punk, Jeff Jarrett, Eric Bischoff, Bruce Prichard e Macaulay Culkin. Em 13 de maio, durante a conferencia de emprensa do All In, foi anunciado que Rey Mysterio e o Campeão Mundial de Pesos-Pesados da NWA Nick Aldis iriam fazer parte do evento.
Os bilhetes para o show começaram a ser vendidos em 13 de maio e esgotaram em menos de 30 minutos, apesar de Cody e The Young Bucks terem anunciado uma única luta para o show. Em 29 de maio, a Pro Wrestling Insider informou que a esposa de Matt Jackson, Dana Massie, tinha preenchido uma marca com o nome All In. No dia 3 de junho foi anunciado que os árbitros para o evento seriam Paul Turner e Todd Sinclair de ROH, Rick Knox de PWG, ex-arbitro de WWE e TNA Earl Hebner e ex campeão do Mundial de ECW e ROH Jerry Lynn. Em 9 de Junho no Dominion 6.9 in Osaka-jo Hal depois do Young Bucks terem ganho os IWGP Tag Team Championship eles convidaram Don Callis para ser comentador para o evento em que Callis aceitou. Em 15 de Junho Kota Ibushi foi anunciado que iria participar no show. Em 20 de Junho Cody e Young Bucks anuciaram no Twitter que iriam transmitir o evento de alguma forma. Em 3 de Junho, Cody anunciou que Deonna Purrazzo não iria particpar no All In devido a assinar com WWE. Em 5 de Julho SoCal Uncensored (Christopher Daniels, Frankie Kazarian, e Scorpio Sky) foram anounciados que iriam participar no show. Durante esse tempo, Cody e Young Bucks começaram uma serie no YouTube chamada "All Us" que vai levar até o evento. Em 9 de Julho Conrad Thompson anunciou que o Starrcast vai ser transmitido na FITE TV. Starrcast vai ser o primeiro evento que Global Force Entertainment vai produzir e desenvolver na FITE.TV. Em 13 de julho foi anunciado que Alicia Atout, Bobby Cruise, Don Callis, Excalibur, Ian Riccaboni, Justin Roberts e Sean Mooney iriam ser a equipe de transmissão do All In. Em 25 de Julho Bandido foi anunciado para o show. Em 2 de Agosto Best Friends (Chuck Taylor e Trent?) foram anunciados para o show. Tambem foi anunciado que em 1 de setembro, antes do início do All In, Flip Gordon vai fazer o "All Out Pre-Show Party", que uma festa de bagageira realizada no parque estacionamento do Sears Center. Em 6 de Agosto 2018 durante episodio 114 do Being the Elite foi aunciado que o evento principal do All In iria ser transmitido em pay-per-view e na FITE TV as 7:00 pm et, com um pré-show de uma hora de duração Hora Zero sendo transmitido na WGN America as 6:00pm et. Mais tarde naquele dia, foi anunciado que o evento principal do evento também iria ser transmitido no serviço de streaming da ROH no Honor Club. Tamabem no mesmo dia, The Briscoe Brothers (Jay Briscoe e Mark Briscoe), Jordynne Grace, Moose, Rocky Romero, Colt Cabana e Ethan Page foram anunciados para o show. Em 7 de Agosto, o Wrestling Observer Newsletter reportou que o membros VIP do Honor Club podem ver All In gratuitamente. Além disso, em 6 de agosto, Jordynne Grace, Moose, Rocky Romero, Colt Cabana e Ethan Page foram anunciados para o show. De 15 de agosto a 18 de agosto, Brian Cage, Billy Gunn, Jimmy Jacobs e Marko Stunt foram anunciados para o show. Em 23 de agosto, Brandon Cutler foi anunciado para o show. Punishment Martinez foi anunciado para o show em 27 de agosto. Em 29 de agosto, foi anunciado que o All In estaria disponível para ver sob demanda no NJPW World, após o evento ser transmitido ao vivo. Em 31 de agosto de Austin Gunn, filho de Billy Gunn, foi anunciado para o show. Em 1 de setembro, Tim Storm foi anunciado para o show.

## Antes do evento
All In terá combates de luta livre profissional de diferentes lutadores com rivalidades e histórias pré-determinadas. Os lutadores interpretarão um vilão ou um mocinho seguindo uma série de eventos para gerar tensão, culminando em várias lutas.

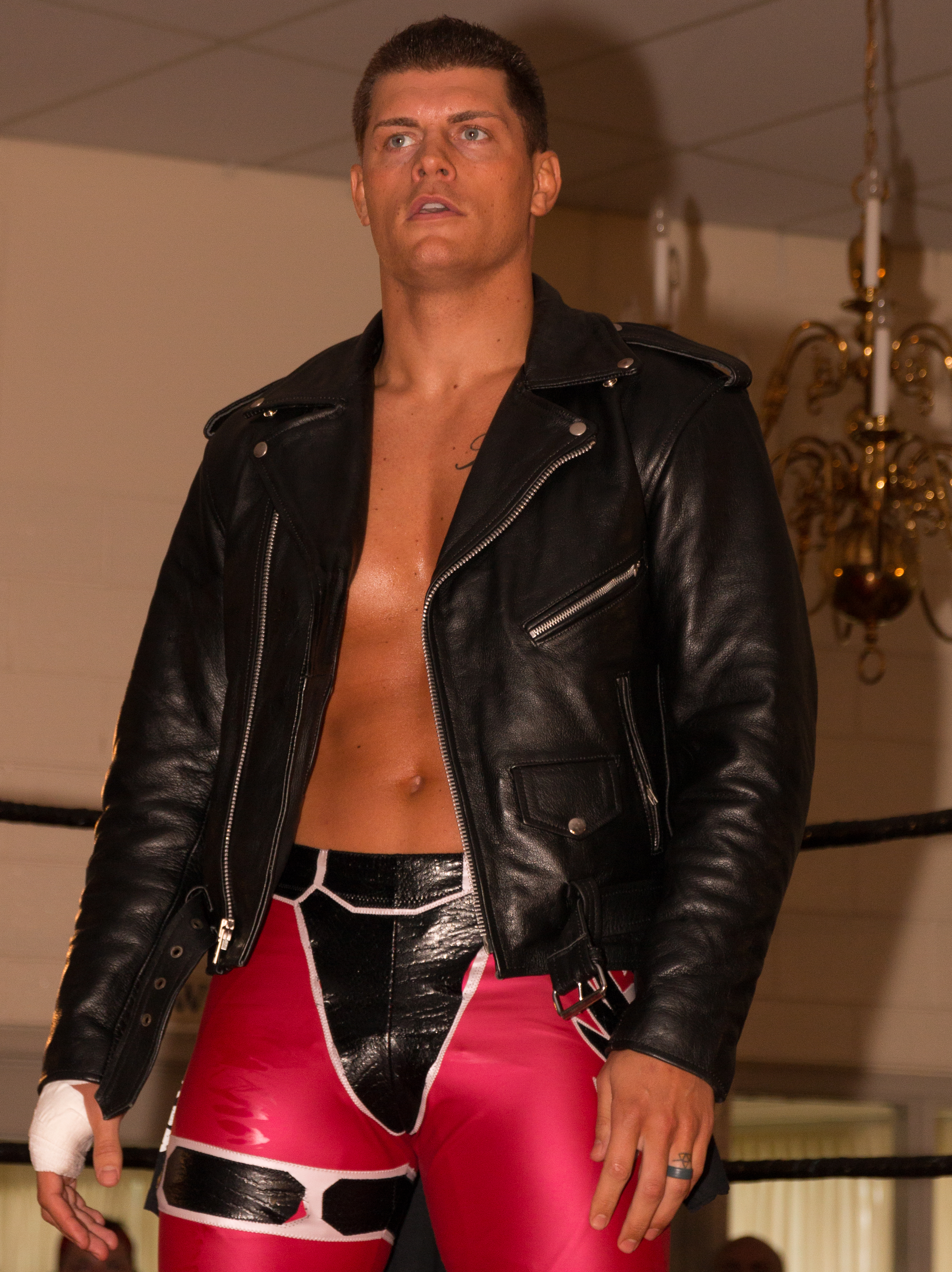
Cody Rhodes que vai desafiar pelo Campeonato de Pesos Pesados da NWA contra Nick Aldis.

Em 10 de Abril durante episodio 100 do Being The Elite, Joey Ryan foi morto por um assaltante mistérioso em um quarto de hotel no Japão. Em 4 de junho, durante o episódio 105 de “Being The Elite” foi revelado que a polícia japonesa tinha prendido Stephen Amell pelo assassinato de Ryan. Em 16 de julho, durante o episódio 111 de "Being The Elite", foi revelado que Christopher Daniels tinha acusado Amell pelo assassinato. Em 6 de agosto, durante o episódio 114 de "Being The Elite" foi anunciado que Stephen Amell, que tinha sido libertado recentemente da prisão, e que enfrentara Christopher Daniels no All In. Em 27 de agosto no "Being The Elite", Daniels e Amell tiveram o um confronto final antes do evento, com Amell avisando Daniels que ele iria colocá-lo em uma mesa como ele fez durante sua estréia no ROH.
Durante a conferencia de emprensa do All In em 13 de maio, o presidente de National Wrestling Alliance, Billy Corgan, anunciou que Nick Aldis iria defender o Campeonato Mundial de Pesos Pesados da NWA contra Cody Rhodes. Se o Cody ganhar, ele o seu Dusty Rhodes iram se tornar a primeira dupla pai e filho a ganhar o NWA World Heavyweight Championship. Em 27 de maio, durante o Honor United de ROH: Londres, foi anunciado que se Cody volta-se a ganhar o Campeonato Mundial de ROH antes do All In, a luta se torna uma luta Winner Takes All pelos dois cinturões de NWA e ROH. Mas Cody recebeu uma chance pelo ROH World Championship em 29 de Junho no Best in the World mas Cody falhou mesmo com ajuda de Aldis para ganhar o combate. Entretanto Cody recebou uma segunda chance em 30 de Junho 30 durante as gravações do Ring of Honor Wrestling mas resultado foi o mesmo. A luta agora apenas para o cinturão da NWA, foi oficialmente sancionada pela administração da NWA em 31 de julho. Em 1 de setembro, foi anunciado que o ex-campeão mundial dos pesos-pesados da NWA Tim Storm estaria no lado de Nick Aldis.
Em 8 de Junho no evento do WrestlePro a Madison Rayne e MJF derrotaram Burnard the Business Bear e Flip Gordon para participarem no All In. Em 7 de Agosto, durante episodio 4 do All Us, uma luta fatal 4-way entre Rayne, Tessa Blanchard, Britt Baker, e Chelsea Green foi anunciado.
Em 5 de Julho foi anunciado que Marty Scurll iria ser contra Kazuchika Okada no evento. Nos próximos episódios do Being The Elite Scurll vai  treinando com Nick Aldis para se tornar um lutador de peso pesados até ao evento. na luta contra Okada. Okada perguntou Scurll sendo um lutador de peso pesado junior é "baixo ou alto". Em 6 de agosto, durante o episódio 114 deEm 6 de agosto, durante o episódio 114 de The Young Bucks e Jack Swagger também descartaram Scurll, chamando "cruiserweight" e afirmando que ele estava "fudido" contra Okada. Em 27 de agosto, no Being The Elite, Scurll respondeu a todas as dúvidas, afirmando que iria derrotar Okada no evento.
Em 16 de julho, durante o episódio 111 de "Being The Elite", Joey Janela cumprimentou Matt Jackson e Marty Scurll e imediatamente provocando a furia de Jackson. Em 23 de Julho, durante 112 episodio do Being The Elite foi anunciado que Joey Janela iria enfrentar Hangman Page no evento. Mais tarde naquele dia no Twitter, Page enviou um aviso para Janela e onde se proclamaria como "Joey Killer". Em 12 de agosto, no “Being The Elite”, Page teve um pesadelo com suas botas de couboi dizendo que mataria outro “Joey”, se referindo a Janela. Em 27 de agosto, no "Being The Elite", Janela foi provocar Page durante uma sessão de autógrafos. Em 29 de agosto, foi anunciado que a luta seria uma Chicago Street Fight.
Em 30 de Julho, durante episdio 113 do Being The Elite, foi revelado que Bandido, Fenix, e Rey Mysterio iriam ser contra os The Golden Elite (Matt Jackson, Nick Jackson e Kota Ibushi. Em 27 de agosto, durante Being The Elite, Mysterio e o ator Theo Rossi zoaram dos The Young Bucks.
Em 6 de agosto, foi anunciado que o Over Budget Battle Royale, composto por 15 pessoas, foi seguido por um Luta de duplas entre The Briscoe Brothers (Jay Briscoe e Mark Briscoe) contra SoCal Uncensored (Frankie Kazarian e Scorpio Sky) que ocorrera no pré-show Hora Zero do evento. Pouco depois, o SoCal Uncensored começaram a treinar para a sua luta contra os Briscoe Brothers no All In.
Em 7 de agosto Jay Lethal segeriu defender o ROH World Championship no All In contra o vencedor da Over Budget Battle Royale, que The Young Bucks mais tarde aceitaram. Mais tarde naquele dia, foi anunciado que Lethal iria defender o ROH World Championship contra o vencedor da Over Budget Battle Royale.
Em 12 de agosto, foi anunciado que Kenny Omega enfrentaria Penta El Zero no All In.

## Resultados
| Nº                                          | Resultados | Estipulações                                                                                           | Tempo |
| ------------------------------------------- | --- | --- | ----- |
| Pré- show                                   | SoCal Uncensored (Frankie Kazarian e Scorpio Sky) derrotaram The Briscoe Brothers (Jay Briscoe e Mark Briscoe)                                            | Luta de duplas                                                                                         | 12:33 |
| Pré- show                                   | Flip Gordon venceu ao eliminar por último Bully Ray | Luta de 19-pessoas Over Budget Battle Royale para determinar o desafiante ao Campeonato Mundial de ROH | 17:06 |
| 1                                           | Matt Cross derrotou MJF | Luta individual                                                                                        | 9:23  |
| 2                                           | Christopher Daniels derrotou Stephen Amell (com Josh Segarra)                                                                                             | Luta individual                                                                                        | 12:30 |
| 3                                           | Tessa Blanchard derrotou Chelsea Green, Madison Rayne e Britt Baker                                                                                       | Luta Fatal 4-Way                                                                                       | 12:41 |
| 4                                           | Cody (com Brandi Rhodes, Diamond Dallas Page, Glacier e Tommy Dreamer) derrotou Nick Aldis (c) (com Jeff Jarrett, Samuel Shaw, Shawn Daivari e Tim Storm) | Luta individual pelo Campeonato Mundial de Pesos Pesados da NWA                                        | 22:01 |
| 5                                           | "Hangman" Adam Page derrotou Joey Janela (com Penelope Ford)                                                                                              | Chicago Street Fight                                                                                   | 20:08 |
| 6                                           | Jay Lethal (com Lanny Poffo) (c) derrotou Flip Gordon (com Brandi Rhodes)                                                                                 | Luta individual pelo Campeonato Mundial de ROH                                                         | 14:21 |
| 7                                           | Kenny Omega derrotou Penta El Zero | Luta individual                                                                                        | 17:47 |
| 8                                           | Kazuchika Okada derrotou Marty Scurll | Luta individual                                                                                        | 26:05 |
| 9                                           | The Golden Elite (Matt Jackson, Nick Jackson e Kota Ibushi) derrotaram Rey Mysterio, Rey Fénix e Bandido                                                  | Luta de trios                                                                                          | 11:48 |
| (c) – Refere-se aos campeões antes da luta. | | |       |